# Заубер
„Заубер“ е отбор от Формула 1.

## История

### С „Мерцедес-Бенц“
Първото участие на отбора в Световния шампионат на Формула 1 е през 1993 година.
Преди да направи дебюта си във Формула 1, екипът на „Заубер“ участва повече от 20 години в различни автомобилни серии.
Първият състезателен автомобил на „Заубер“ – С 1, е създаден през 1970 година.
Добрите мениджърски качества на собственика свързват през 1992 година швейцарския тим с Мерцедес. Освен че използва двигателите им, Петер Заубер изгражда супер модерна база в Хинвил, Швейцария с тяхна финансова помощ.

### С „Петронас“
През годините, Заубер сключва договор с петролната компания „Петронас“, която и дълги години е основен спонсор на тима (заедно с Креди Сюиз и Ред Бул).
Близките отношения на „Заубер“ и Ферари водят през 1998 година до получаване на двигатели от Ферари, които да заменят остарелите „Форд Зетек Косуърт“.
Петер Заубер създава за целта „Заубер Петронас Инженерийнг“ за доработване на двигателите и скоростните кутии на италианския тим.
Базата на тима в Хинвил разполага с най-модерния аеродинамичен тунел в Европа.

### С „БМВ“
„Заубер“ е закупен през 2005 година от авто концерна БМВ и известно време носи името „БМВ Заубер“ (BMW Sauber).
За сезон 2006 „БМВ Заубер“ подписват с немския пилот Ник Хайдфелд който пристига от Уилямс и който е определен да бъде първи пилот в тима, втори пилот за кратко през 2006 е Световният шампион във Формула 1 – 2007 – Жак Вилньов, който изпълнява договор със Заубер Ф1. БМВ продължава да използва завода в Швейцария и аеродинамичният тунел за новия болид. В същото време в Мюнхен се разработва новият двигател – P86 V8.
Бившият главен спонсор на Заубер Ф1 – Петронас подновява контракта си с новия тим, но другият основен спонсор – Креди Сюис (Credit Suisse) се оттегля. За новия сезон БМВ Заубер подписват с още един спонсор – Интел.
Новият болид е представен във Валенсия, Испания на 17 януари 2006, като отново е заложено на синьо-белия цвят с червена линия в задната част (традиционно за БМВ Моторспорт).
Жак Вилньов печели първите точки за екипа, завършвайки седми в Голямата награда на Малайзия, след като Хайдфелд дълго време е на пета позиция, но отпада поради повреда в двигателя. През първата третина от шампионата „БМВ Заубер“ класират пилот постоянно на 7 или 8 място.
Хайдфелд донася първи подиум за екипа в състезанието за Голямата награда на Унгария. Тест пилота на тима – Роберт Кубица сяда на мястото на Жак Вилньов, който получава медицински усложнения на травма получена при състезателен инцидент в състезанието за Голямата награда на Германия. Кубица заема 7-о място в старта за Голямата награда на Унгария, но по късно е дисквалифициран.
Доброто представяне на поляка кара мениджърският екип на БМВ да предпочетат него пред Вилньов до края на сезона, слагайки край на кариерата му във Формула 1.
Кубица се отблагодарява за доверието с втори подиум и спечеленото от него трето място в старта за Голямата награда на Италия.
На 19 октомври 2006, екипа обявява че за предстоящия сезон 2007 Роберт Кубица ще си партнира с Ник Хайдфелд като титулярни пилоти, а Себастиан Фетел ще бъде резервен пилот и тестер заедно с Тимо Глок. Презентацията на болида за сезон 2007 – БМВ Заубер F1.07 се провежда на 16 януари 2007.
Сезон 2009 е много слаб за екипа, като двамата пилоти Роберт Кубица и Ник Хайдфелд печелят само по един подиум (втори места), и набират общо 36 точки, завършвайки на 6-о място в шампионата. По-рано през годината, собствениците от БМВ, обявяват, че екипа напуска Формула 1 в края на сезона.
| N | Година | Дата | Пилот         | Двигател       | Гуми | Голяма награда | Писта       | Статистика |
| - | ------ | ---- | ------------- | -------------- | ---- | -------------- | ----------- | ---------- |
| 1 | 2008   |      | Роберт Кубица | БМВ Заубер-БМВ | Б    | ГН Канада      | Жил Вилньов | Статистика |

### С двигатели „Ферари“
На 3 декември 2009 ФИА подвърждава информацията, че Заубер ще се завърне във Формула 1 още през следващия сезон, след като Тойота напуска поради финансови проблеми. Отборът използва двигатели Ферари, а първият пилот е Камуи Кобаяши. Японецът подписва договор с отбора на 17 декември 2009. Педро де ла Роса е обявен като втори пилот на Заубер на 19 януари 2010. На 31 януари същата година БМВ Заубер C29 е показан на пистата Рикардо Тормо във Валенсия.
Преди Гран При на Сингапур, е обявено че Ник Хайдфелд бивш пилот на Заубер ще замести де ла Роса за оставащите 5 състезания от сезона. Естебан Гутиерес е назначен като тест-резервен пилот на швейцарския тим.